# Abel Mutai
Pour les articles homonymes, voir Kiprop et Mutai.
Abel Kiprop Mutai (né le 2 octobre 1988 dans le district de Nandi) est un athlète kényan, spécialiste du steeple.

## Biographie
Il remporte la médaille d'or sur 2 000 m steeple lors des Championnats du monde jeunesse de 2005 et termine 9e lors de la Finale IAAF de 2009. Son meilleur temps est de 8 min 5 s 16, sur 3 000 m, obtenu en juin 2006 à Lisbonne et de 8 min 11 s 40 sur 3 000 m steeple, obtenus à Athènes en juillet 2006. Il remporte la médaille de bronze lors des Jeux olympiques de Londres le 5 août 2012, en 8 min 19 s 73.

### Palmarès
| Date | Compétition            | Lieu             | Résultat | Temps         |
| ---- | ---------------------- | ---------------- | -------- | ------------- |
| 2012 | Championnats d'Afrique | Porto-Novo       | 1er      | 8 min 16 s 05 |
| 2012 | Jeux olympiques        | Londres          | 3e       | 8 min 19 s 73 |
| 2013 | Championnats du monde  | Moscou           | 7e       | 8 min 17 s 04 |
| 2016 | Ligue de diamant       | Ligue de diamant | 9e       | détails       |

### Records
| Épreuve         | Performance   | Lieu | Date        |
| --------------- | ------------- | ---- | ----------- |
| 3 000 m steeple | 8 min 01 s 67 | Rome | 31 mai 2012 |